# Велия (насекомо)
Велиите (Velia caprai) са вид насекоми от семейство Veliidae.

## Подвидове
- Velia caprai bertrandi
- Velia caprai caprai
- Velia caprai concii